# Paul Baranton
Pour les articles homonymes, voir Baranton.
Paul-Eugène-Louis-Félicien Baranton, né à Orléans le 24 janvier 1869 et mort le 12 juin 1928 dans le 10e arrondissement de Paris, est un homme politique français.

## Biographie
Fils d'un commis négociant, Paul Baranton est né en 1869 au no 82 de la rue des Carmes à Orléans.
Avocat à Paris, Baranton est proche des milieux antidreyfusards qui se réclament aussi bien du nationalisme « antijuif » que d'une forme de socialisme. En 1899, il assure la défense de Sarrazin, porteur de viande aux Halles, accusé d'avoir pris part au « complot » antidreyfusard,.
Lors des élections municipales de mai 1900, il se présente dans le quartier Notre-Dame, où le jeu est très ouvert depuis le décès, au début de l'année, du conseiller municipal sortant, le républicain modéré Xavier Ruel. Le comité électoral de ce dernier appuie la candidature de Baranton. Également soutenu par la Ligue des patriotes, par la Ligue de la patrie française, et par L'Intransigeant de Rochefort, qui le présente comme un « socialiste républicain patriote » ou un « socialiste antidreyfusard », le nationaliste Baranton arrive en tête au premier tour avec 636 voix sur 2 483 votants, soit 26 % des suffrages, devant le royaliste antisémite Robinet de Plas (419 voix), le républicain Daniel Le Barazer, avocat et adjoint au maire du 4e arrondissement (374), les socialistes Voillaume (324), Bussy (239), Magnien (233) et Savornin (120) et encore divers autres candidats. Après avoir menacé de se maintenir, le baron de Plas se désiste au dernier moment. Désormais sans concurrent à droite, Baranton l'emporte assez largement au second tour, avec 1 251 voix sur 2 369 (soit 53 %), contre 633 à Le Barazer et 419 à Voillaume. Appartenant à la nouvelle majorité nationaliste du conseil municipal, il est élu l'un des secrétaires de cette assemblée et du conseil général de la Seine.
Président d'honneur de la Fédération des sociétés athlétiques de France et président du « Comité français de secours aux Boers », Paul Baranton est également membre de la Ligue des patriotes, du Parti républicain socialiste français d'Alfred Gabriel et du Comité national antijuif d'Édouard Drumont. Il rompt avec ce dernier en 1902, par fidélité envers Jules Guérin, dont le Grand Occident de France l'avait aidé durant la campagne électorale de 1900,. Ainsi, quand Guérin fonde l'éphémère Tribune française, Baranton en devient l'un des collaborateurs, aux côtés de François Bournand, Auguste Chirac, Jean Goudezki, Gyp, Octave Houdaille, Henri Vernier et Raphaël Viau.
Le 21 janvier 1903, Paul Baranton épouse Germaine-Alexandrine-Julie Guillot, fille de l'industriel Guillot Pelletier. Le mariage religieux est célébré le lendemain en l'église Saint-Paterne d'Orléans.
« Pour des raisons personnelles », Baranton ne se représente pas aux municipales de 1904, laissant ainsi la voie libre à l'ancien député nationaliste Émile Goussot, qui est concurrencé au premier tour par le royaliste Bacconnier puis battu par le radical-socialiste Jolibois.
En 1906, Baranton prend la direction du théâtre des Funambules, qui lui a été confiée par Peter Carin, directeur du théâtre des Capucines.
À l'occasion des élections législatives de 1910, Baranton se présente dans la première circonscription du 13e arrondissement, face au sortant radical-socialiste Charles Leboucq et au socialiste unifié Hamelin. Revendiquant l'étiquette de « républicain socialiste français » tout en se déclarant partisan de la représentation proportionnelle et d'une « République ouverte à tous », il n'obtient que 685 voix sur 7 740 votants, soit moins de 9 %, loin derrière Hamelin (1 865 voix) et Leboucq, réélu dès le premier tour avec 4 983 suffrages.